# Blanche Baker
Blanche Baker, nata Blanche Garfein (New York, 20 dicembre 1956), è un'attrice statunitense.
È la figlia dell'attrice Carroll Baker e del regista Jack Garfein.
Ha vinto un Emmy Award come miglior attrice non protagonista nella miniserie televisiva Olocausto.
È ricordata nel ruolo di Ginny Baker in Sixteen Candles - Un compleanno da ricordare.

## Filmografia parziale

### Cinema
- La seduzione del potere (The Seduction of Joe Tynan), regia di Jerry Schatzberg (1979)
- Sixteen Candles - Un compleanno da ricordare (Sixteen Candles), regia di John Hughes (1984)
- Codice Magnum (Raw Deal), regia di John Irvin (1986)
- Un poliziotto in blue jeans (Shakedown), regia di James Glickenhaus (1988)
- Il racconto dell'ancella (The Handmaid's Tale), regia di Volker Schlöndorff (1990)
- La ragazza della porta accanto (The Girl Next Door), regia di Gregory M. Wilson (2007)
- Hypothermia, regia di James Felix McKenney (2012)
- Deep in the Darkness, regia di Colin Theys (2014)